# Kyle Broflovski
Kyle Broflovski is een van de hoofdpersonages uit de animatieserie South Park.
Kyle is tien jaar oud en komt uit een Joodse familie. Verder is Kyle van de vier hoofdpersonen de meest dramatische en meest gewetensvolle. Ook is hij erg sceptisch. Kyle heeft vaak pech, maar probeert daar altijd een les uit te leren.
Cartman pest Kyle regelmatig en gebruikt daarbij diens Joodse achtergrond als doelwit. De dieperliggende reden is echter het feit dat beide karakters haaks op elkaar staan: Kyle is een zeer ethisch en voor zijn leeftijd vrij volwassen persoon die rekening houdt met anderen, terwijl Cartman geen scrupules kent en zowel kinderachtig als verwend is.
Kyle draagt altijd, zelfs in bed, een groene oesjanka. De paar keren dat hij deze afzet blijkt dat hij daaronder een grote bos knalrood haar heeft. In Ginger Kids vormt dit een additionele reden voor Cartman om Kyle te pesten.
Kyles moeder komt van oorsprong uit New Jersey en heeft daar twee maanden zwanger van Kyle rondgelopen. In de aflevering "It's a Jersey Thing" wordt hij dan ook uitgemaakt voor iemand uit New Jersey. Zijn adoptiebroertje Ike komt uit Canada. Kyles beste vriend is Stan Marsh.
Kyle is lichtjes gebaseerd op South Park-bedenker Matt Stone, die ook zijn stem inspreekt. Kyle is geboren op 26 mei, dezelfde dag als Stone, al beweert hij in één aflevering dat hij in oktober jarig is: in de aflevering "Casa Bonita" nodigt hij Butters uit voor zijn verjaardagspartijtje, omdat deze hem uitgenodigd heeft voor dat van hem een maand eerder. En Butters is jarig op 11 september.